# 莫什尼亞希
47°56′42″N 29°30′17″E / 47.94500°N 29.50472°E
莫什尼亞希（羅馬化：Moshniahy）是位於烏克蘭西南部的村莊，由敖德萨州波迪利斯克区的巴爾塔市鎮負責管轄。該村處於科德馬河畔，始建於1176年，面積1.64平方公里，海拔高度186米，2001年人口251。